# Mercy Cherono
Pour les articles homonymes, voir Cherono.
Mercy Cherono (née le 7 mai 1991 à Kericho) est une athlète kényane spécialiste des courses de fond.

## Biographie
Elle est la sœur ainée de Caroline Chepkoech Kipkirui, également coureuse de fond.
En 2008, Mercy Cherono remporte le 3 000 mètres aux Championnats du monde juniors en 8 min 58 s 07. Deux ans plus tard, aux Championnats du monde juniors 2010, elle remporte une nouvelle fois le 3 000 mètres, en 8 min 55 s 07 devant Emebet Anteneh et Layes Abdullayeva qui terminent dans la même seconde à la suite d'un sprint final mené par Mercy Cherono. 
Elle remporte sur 3 000 mètres deux épreuves comptant pour la Ligue de diamant 2012, à Monaco et à Lausanne.
En 2014, elle remporte la médaille d'or du relais 4 × 1 500 mètres lors des premiers relais mondiaux de l'IAAF, à Nassau aux Bahamas, en compagnie de Faith Kipyegon, Irene Jelagat et Hellen Obiri. L'équipe du Kenya, qui devance les États-Unis et l'Australie, améliore de plus de 30 secondes le record du monde en 16 min 33 s 58.

## Vie privée
Le 16 décembre 2016, elle se marie avec son compagnon, déjà père d'un enfant d'un précédent concubinage, relation qui débutera dans des conditions difficiles par suite de divergences entre son compagnon et l'ex-femme de celui. En fin d'année 2017, elle annonce être enceinte de son premier enfant,. Elle donne naissance à une fille, née le 31 mars 2018.

## Palmarès
| Date | Compétition                     | Lieu             | Résultat | Épreuve       | Temps          |
| ---- | ------------------------------- | ---------------- | -------- | ------------- | -------------- |
| 2007 | Championnats du monde cadets    | Ostrava          | 1re      | 3 000 m       | 8 min 53 s 94  |
| 2008 | Championnats du monde juniors   | Bydgoszcz        | 1re      | 3 000 m       | 8 min 58 s 07  |
| 2009 | Championnats du monde de cross  | Amman            | 2e       | Course junior |                |
| 2009 | Championnats du monde de cross  | Amman            | 2e       | Équipe junior |                |
| 2010 | Championnats du monde de cross  | Bydgoszcz        | 1re      | Course junior |                |
| 2010 | Championnats du monde de cross  | Bydgoszcz        | 1re      | Équipe junior |                |
| 2010 | Championnats du monde juniors   | Moncton          | 1re      | 3 000 m       | 8 min 55 s 07  |
| 2010 | Championnats du monde juniors   | Moncton          | 2e       | 5 000 m       | 15 min 09 s 19 |
| 2011 | Championnats d'Afrique de cross | Nairobi          | 1re      | Individuelle  | 27 min 13 s    |
| 2011 | Championnats du monde           | Daegu            | 5e       | 5 000 m       | 15 min 00 s 23 |
| 2013 | Championnats du monde           | Moscou           | 2e       | 5 000 m       | 14 min 51 s 22 |
| 2014 | Relais mondiaux de l'IAAF       | Nassau           | 1re      | 4 × 1 500 m   | 16 min 33 s 58 |
| 2014 | Jeux du Commonwealth            | Glasgow          | 1re      | 5 000 m       | 15 min 7 s 21  |
| 2014 | Ligue de diamant                | Ligue de diamant | 1re      | 3 000 m       | détails        |
| 2015 | Championnats du monde           | Pékin            | 5e       | 5 000 m       | 15 min 01 s 35 |
| 2015 | Ligue de diamant                | Ligue de diamant | 1re      | 3 000 m       | détails        |
| 2016 | Jeux olympiques                 | Rio de Janeiro   | 4e       | 5 000 m       | 14 min 42 s 89 |

## Records
| Épreuve | Performance    | Lieu   | Date        |
| ------- | -------------- | ------ | ----------- |
| 1 500 m | 4 min 01 s 26  | Eugene | 30 mai 2015 |
| 3 000 m | 8 min 21 s 14  | Doha   | 9 mai 2014  |
| 5 000 m | 14 min 33 s 95 | Rome   | 2 juin 2016 |